# ماعين
ماعين بلدة أردنية ومركز قضاء ماعين التابع للواء قصبة مادبا في محافظة مادبا. تقع على بعد ثلاثين كيلو متر جنوب غرب عمّان العاصمة. فيها ينابيع مياه ساخنة سياحية وعلاجية. بلغ عدد سكانها في عام 2020 ما يقارب 7039 نسمة. 
تطل ماعين على أخفض منطقه في العالم، وفيها حمامات ماعين والكثير من الينابيع الساخنة ، كما ترتفع عن سطح البحر 35كم.

## معرض الصور

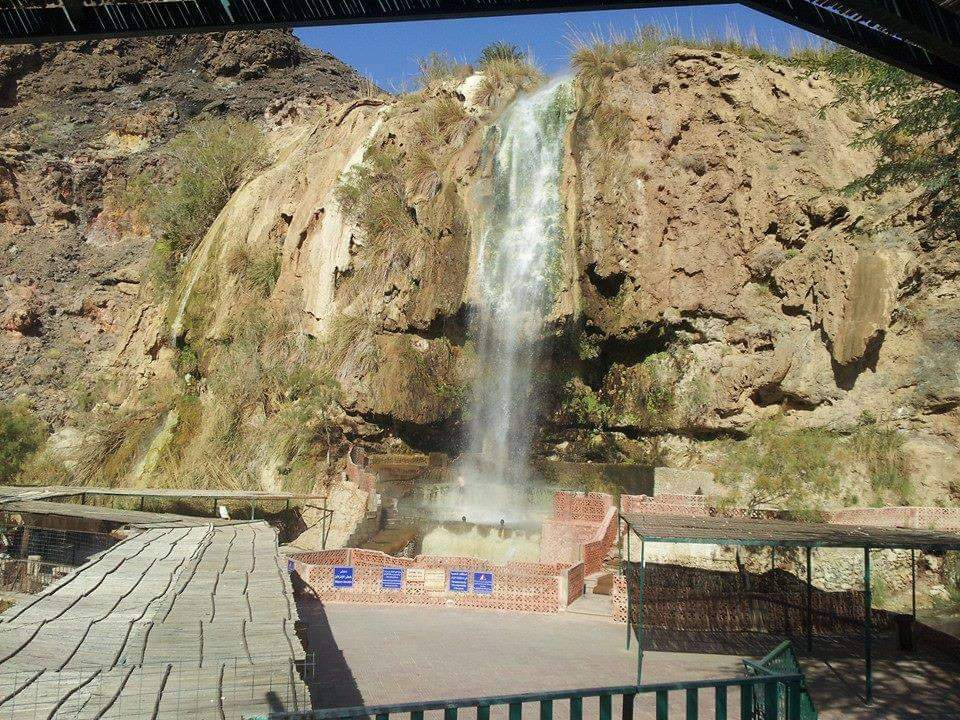
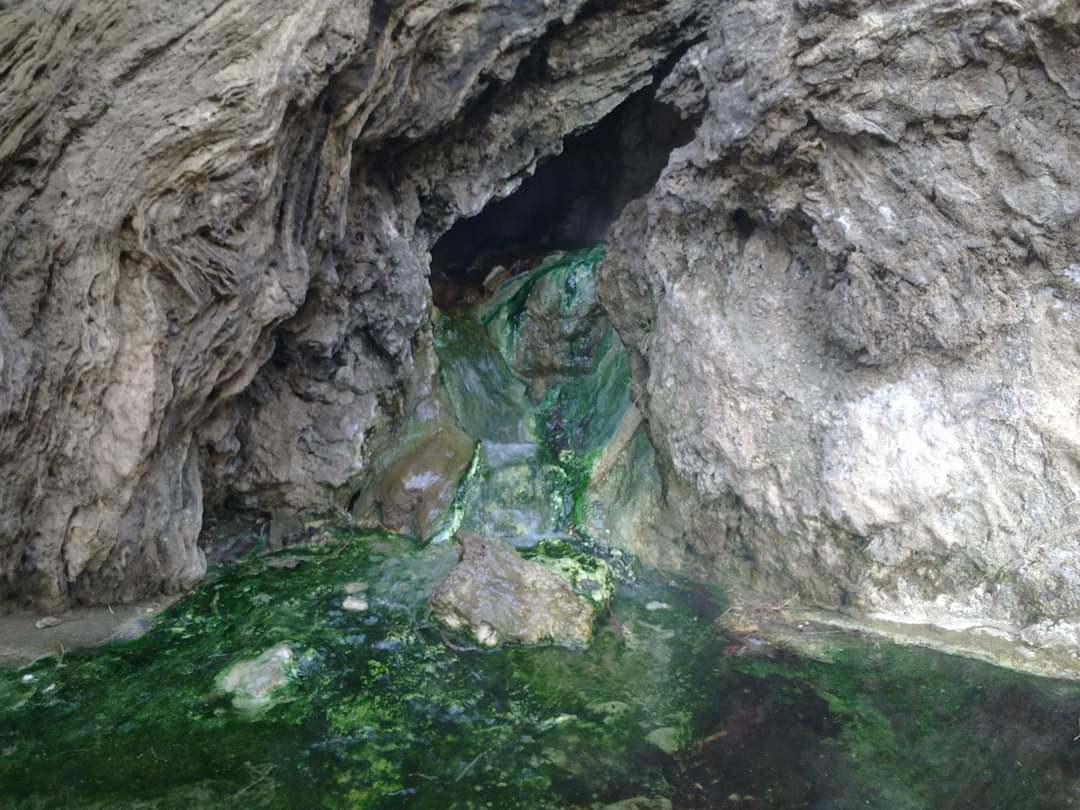
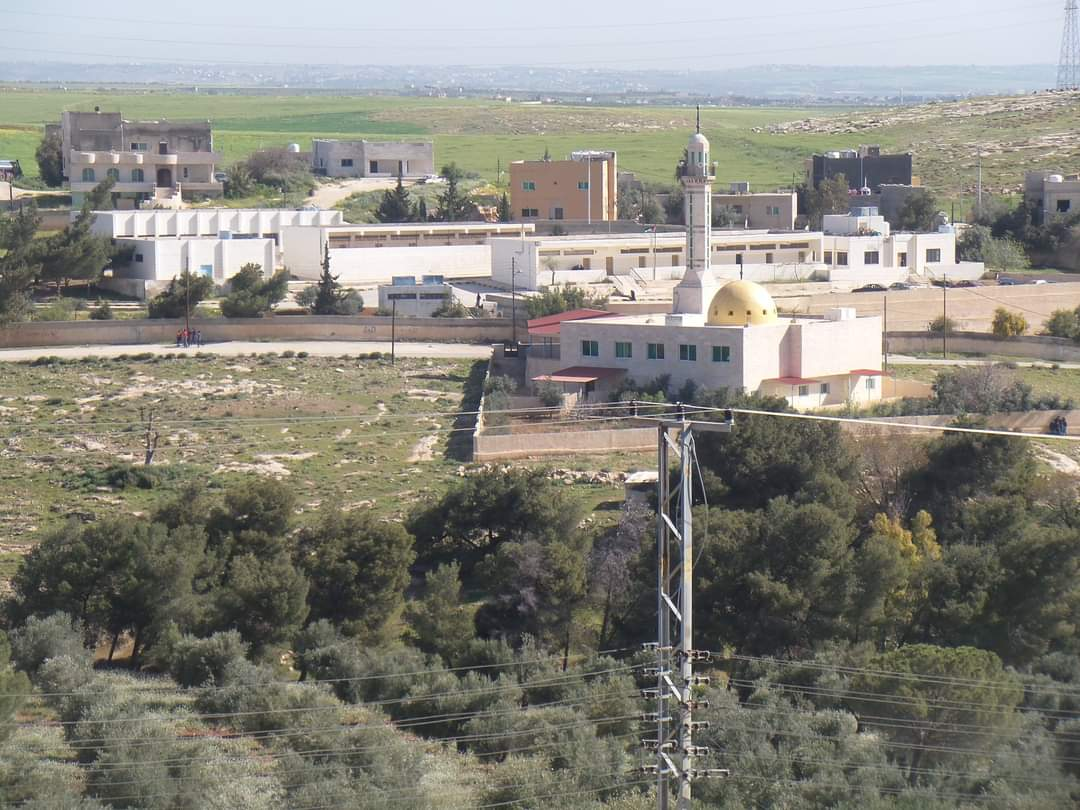
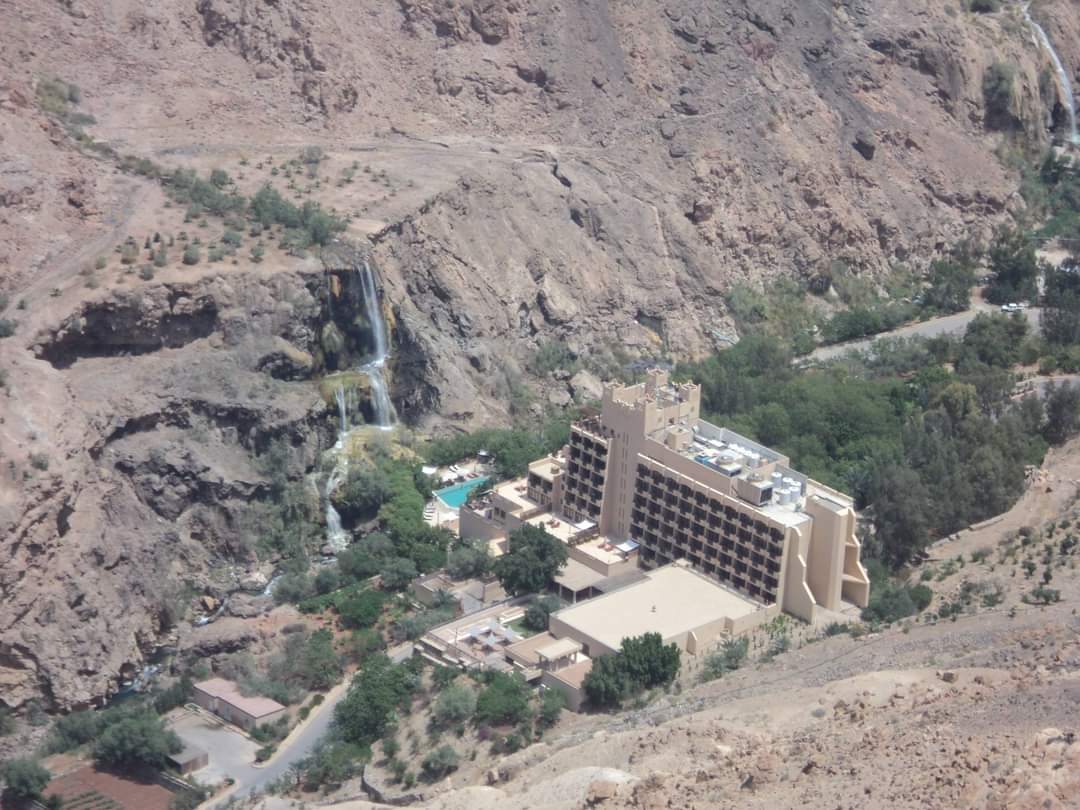
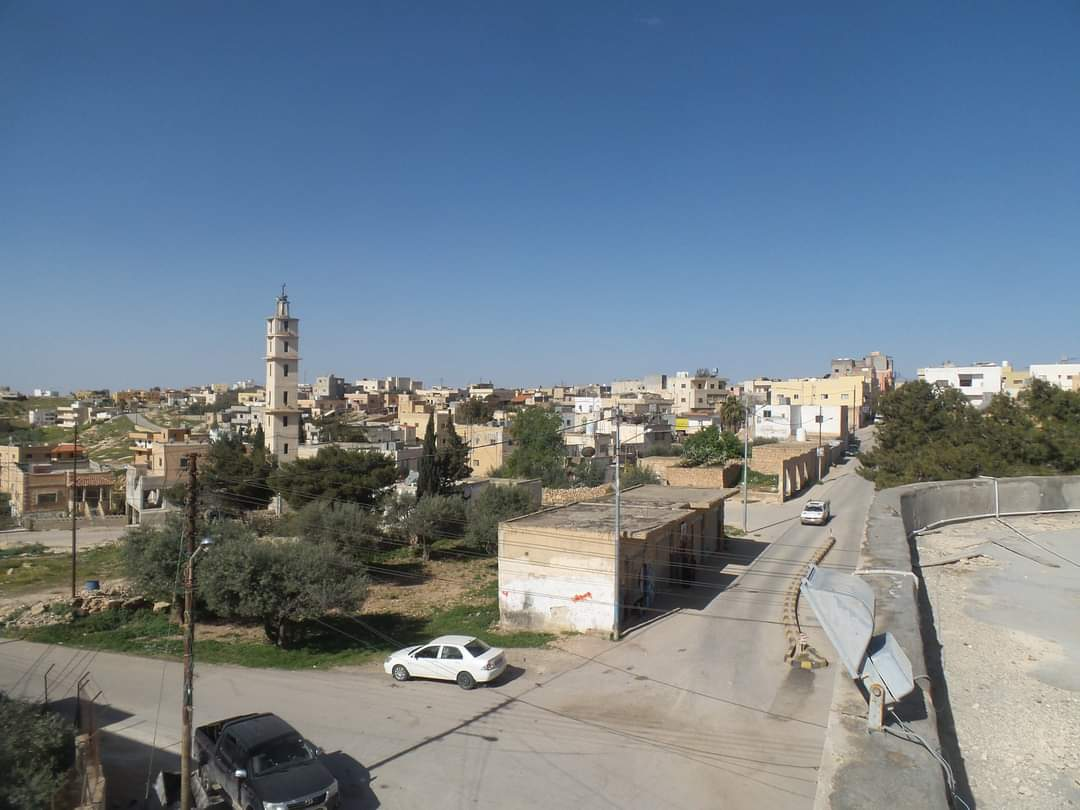

## الاسم
يأتي الاسم ماعين من بعل معون.

## اقرأ أيضًا
- زرقاء ماعين